# Argenis Méndez
Argenis Alexander Méndez Zapata (San Juan de la Maguana, 3 de julio de 1986) es un boxeador profesional dominicano, ganador de la medalla de plata en el Campeonato Mundial Juvenil en 2004. Él actualmente está siendo promovido por Iron Mike Productions. Él es un excampeón de la FIB peso súper pluma

## Primeros años
Argenis Méndez comenzó a boxear a la edad de 12 años. Méndez ganó la plata de peso pluma en el Campeonato Mundial Junior 2004 donde venció a Eddy Flores Cotilla, pero perdió ante Eduard Ambartsumyan, en la final.
Perdió en la primera ronda de los Juegos Olímpicos en 2004 contra el ucraniano Maksym Tretyak. Méndez calificó para los Juegos Olímpicos por terminar en primer lugar en el 2nd AIBA American 2004 Olympic Qualifying Tournament en Río de Janeiro, Brasil.
En 2005, derrotó a Abner Cotto en su camino a ganar el Campeonato de Panam).
También cuenta con varias victorias sobre Carlos Velázquez.
Derrotó a Naskali Jyri Jarmo en el Campeonato Mundial de Boxeo Amateur de 2005, pero perdió temprano contra el ruso Aleksei Tishchenko amateur sobresaliente que lo había golpeado a principios de año.

## Carrera profesional
Debutó en 2006 Principalmente en peso súper pluma, noqueando a José Fonseca en la segunda ronda en Santo Domingo en la República Dominicana. Él logró una racha de 12 victoria seguidas, hasta que perdió una cerrada decisión dividida a Jaime Sandoval, en el que Sandoval lo derribó en la primera ronda.
Volvió a ganar 6 pelea consecutiva incluyendo victorias por decisión en 12 asaltos sobre Martin Honorio retador y ex Federación Internacional de Boxeo peso súper pluma campeón Cassius Baloyi. Méndez luchó con Honorio el 8 de mayo de 2010 en el Home Depot Center en Carson, California, ganando una decisión mayoritaria de cerca con las puntuaciones, de 114-114,116-112 y 116-112. Honorio presionó con ataques al cuerpo de Mendez, mientras que Méndez aprovechó su velocidad de manos superior y combinación de perforación para contrarrestar a Honorio. En una eliminatoria de la FIB título de peso súper pluma, Méndez luchó con Baloyi en Brakpan, Gauteng, Sudáfrica el 29 de enero de 2011. Méndez obtuvo una victoria por decisión unánime con puntuaciones de 117-110, 117-110, y 117-111, superando al excampeón con su velocidad, y la perforación de combinación.
Argenis Méndez finalmente obtuvo su oportunidad por el título vacante de la FIB contra el campeón súper pluma Juan Carlos Salgado. El 10 de septiembre de 2011, en Zapopan, Jalisco, México, Méndez perdió una victoria por decisión cerca de Salgado. Ambos boxeadores aterrizaron golpes buenos combinados, y luchó en forma competitiva. Méndez perdió un punto en el quinto asalto por golpear detrás de la cabeza, pero era capaz de soltar Salgado en los octavos de final.
Tuvo una rápida victoria sobre Alex Pérez, el 18 de noviembre de 2011 en Santo Domingo, República Dominicana, ganando por nocaut en el segundo asalto.
En abril de 2012, Mendez firmó por los promotores de boxeo Deportes Acquinity junto con los compatriotas Manuel Félix Díaz y Gilbert Lenin Castillo.
Mendez ha vuelto a tener la oportunidad por el título super pluma de la FIB. contra el campeón súper pluma Juan Carlos Salgado.
ganando por NOCAUT en el 4.º asasto el 9 de marzo de 2013 en el “The Hangar”, en Costa Mesa (California).
Méndez, clasificado número uno y retador obligatorio, se apoderó de la corona de las 130 libras al poner fuera de combate a Salgado con un poderoso gancho de izquierda durante el cuarto asalto de una pelea pactada a 12.

## Récord profesional de boxeo
| 21 ganadas (11 KOs), 3 Derrotas, 1 Empate, 1 Sin decisión (NC) |          |                     |      |             |            |                                                       | |
| Res.                                                           | Record   | Opponent            | Type | Rd., Time   | Date       | Location                                              | Notes |
| D                                                              | 21-3-1-1 | Rances Barthelemy   | UD   | 12          | 2014-07-10 | Miami Beach Convention Center, Miami, Florida         | Pierde el título de la IBF del peso superpluma. |
| NC                                                             | 21-2-1-1 | Rances Barthelemy   | ND   | 2(12),2:59  | 2014-01-03 | Target Center, Minneapolis, Minnesota                 | Retiene el título de la IBF del peso superpluma. El resultado original fue un KO en favor de cubano, se cambió el resultado a NC por una apelación del equipo de Méndez. |
| E                                                              | 21-2-1   | Arash Usmanee       | MD   | 12          | 2013-08-23 | Turning Stone Resort & Casino, Verona, Nueva York     | Retiene el título de la IBF del peso superpluma. |
| G                                                              | 21-2-0   | Juan Carlos Salgado | TKO  | 4(12),0:45  | 2013-03-09 | Universidad Autónoma de Guadalajara, Zapopan, Jalisco | Gana el título vacante de la IBF del peso superpluma. |
| G                                                              | 19-2-0   | Alex Pérez          | TKO  | 2 (10),2:41 | 2011-11-18 | Hotel Jaragua, Santo Domingo, República Dominicana    | |
| D                                                              | 18-2-1   | Juan Carlos Salgado | UD   | 12          | 2011-09-10 | Universidad Autónoma de Guadalajara, Zapopan, Jalisco | Por el título vacante de la IBF del peso superpluma. |
| G                                                              | 18-1-1   | Cassius Baloyi      | UD   | 12          | 2011-01-29 | Ciudad Carnival, Brakpan, Gauteng, Sudáfrica          | Eliminatoria por el título superpluma de la IBF. |
| G                                                              | 17-1-1   | Shamir Reyes        | UD   | 8           | 2010-07-28 | BB King Blues Club & Grill, Nueva York                | |
| G                                                              | 17-1-1   | Martin Honorio      | MD   | 12          | 2010-05-08 | Home Depot Center, Carson, California, Estados Unidos | Gana el título vacante de la USBA en el peso superluma. |